# Dave Lease
Dave Lease (eigentlich David Norman Lease; * 26. März 1945) ist ein ehemaliger britischer Stabhochspringer.
Bei den British Commonwealth Games 1970 in Edinburgh wurde er für Wales startend Achter. Vier Jahre später gelang ihm bei den British Commonwealth Games 1974 in Christchurch kein gültiger Versuch.
1973, 1974 und 1979 wurde er Walisischer Meister.

## Persönliche Bestleistungen
- Stabhochsprung: 4,72 m, 8. Juli 1972, Bargoed
  - Halle: 4,80 m, 19. Februar 1972, Cosford